# Rinorea malembaensis
Rinorea malembaensis är en violväxtart som beskrevs av Taton. Rinorea malembaensis ingår i släktet Rinorea och familjen violväxter. Inga underarter finns listade i Catalogue of Life.